# Electro-Motive Diesel
Pour les articles homonymes, voir EMD.
Progress Rail Locomotives , agissant sous la marque Electro-Motive Diesel, Inc. ou EMD (anciennement the Electro-Motive Division of General Motors Corporation) est un constructeur ferroviaire spécialisé dans la fabrication de locomotives (second plus gros fabricant en termes de vente). 
Elle a notamment fourni la majorité des locomotives en service sur les réseaux d'Amérique du Nord et en large proportion dans le reste du monde. Cette société est ainsi le seul producteur de locomotives diesel-électrique à avoir produit plus de 70 000 unités dans le monde.

## Sources